# Georg Heinrich Lünemann
Georg Heinrich Lünemann (Gottinga, 3 settembre 1780 – Gottinga, 8 gennaio 1830) è stato un filologo classico e lessicografo tedesco.

## Biografia
Studiò filologia classica presso Università di Göttingen e nel 1803 succedette Georg Friedrich Grotefend come insegnante di greco e latino presso il ginnasio di Göttingen. Conosciuto per le sue edizioni riviste dei dizionari di Immanuel Johann Gerhard Scheller. Pubblicò anche numerose edizioni di autori classici per scopi scolastici; tra suoi autori: Orazio (1818), Virgilio (1818),  Fedro con Aviano, Publilio Siro e Dionisio Catone (1823), Sallustio (1825), Tacito (1825) e Curtius Rufus (1827).

## Opere principali
- Descriptio Caucasi gentiumque Caucasiarum ex Strabone, comparatis scriptoribus recentioribus, 1803.
- Lateinisch-deutsches und deutsch-lateinisches Handlexikon (5 ed., 1822, 6 ed. 1826 / autore iniziale: Immanuel Johann Gerhard Scheller).
- Imman. Joh. Gerh. Scheller's kleines lateinisches Wörterbuch (5 ed., 1816).
- Epistolae Ad Atticum, Ad Quintum Fratrem, Et Quae Vulgo Ad Familiares Dicuntur (edizione di Cicerone) 4 volumi, 1820-22.
- M. Fabii Quintiliani de institutione oratoria libri duodecim (edizione di Quintiliano), 1826.[1]